# 16/9 (album)
Pour le format d'images, voir Format 16/9.
 (juillet 2012).
Si vous disposez d'ouvrages ou d'articles de référence ou si vous connaissez des sites web de qualité traitant du thème abordé ici, merci de compléter l'article en donnant les références utiles à sa vérifiabilité et en les liant à la section « Notes et références ».
Albums de Nâdiya
Changer les choses
(2001) Nâdiya
(2006)
Singles
1. Parle-Moi
Sortie : 6 février 2004
2. Et C'est Parti
Sortie : 20 avril 2004
3. Si Loin De Vous
Sortie : 5 juillet 2004
4. Signes
Sortie : 15 mars 2005

16/9 est le deuxième album de la chanteuse française Nâdiya, sorti en juin 2004. 
Elle revient sur le devant de la scène 3 ans après son premier album, Changer les choses.

## Titres
| No  | Titre                                      | Auteur                                                            | Durée |
| --- | ------------------------------------------ | ----------------------------------------------------------------- | ----- |
| 1.  | Ouverture                                  |                                                                   | 0:23  |
| 2.  | Parle-moi                                  | Géraldine Delacoux, Thierry Gronfier                              | 4:35  |
| 3.  | Et c'est parti (featuring Smartzee)        | Nâdiya, Thierry Gronfier, Mehdy Boussaïd, Hector Zounon           | 3:51  |
| 4.  | Quand vient la nuit (en duo avec Yanis)    | Thierry Gronfier, Mehdy Boussaïd                                  | 3:41  |
| 5.  | Si loin de vous                            | Thierry Gronfier, Nâdiya, Mehdy Boussaïd                          | 4:18  |
| 6.  | Les gestes pas les mots                    | Lionel Florence, Jean-Pierre Taïeb                                | 3:10  |
| 7.  | Space (featuring S.T.A.)                   | Mehdy Boussaïd, Franck Rougier                                    | 4:50  |
| 8.  | Nâdiya vers les étoiles (featuring Cool-T) | Christine Asamoah, Mehdy Boussaïd, Thierry Gronfier, Thomas Pieds | 4:43  |
| 9.  | Signes                                     | Mehdy Boussaïd, Thierry Gronfier, Sindbad Ioualalen               | 3:36  |
| 10. | Hey!!! laisse tomber                       | Géraldine Delacoux, Thierry Gronfier                              | 4:59  |
| 11. | Ouvre grand ton cœur                       | Laura Mayne, Yves-Michel Akle                                     | 4:46  |
| 12. | La personne à qui tu penses                | Annie Chazard, David Manet, Pierre François Richeux               | 5:18  |

## L'Histoire en 16/9
L'Histoire en 16/9 est un CD/DVD de la chanteuse Nâdiya qui fait suite à son second opus 16/9. Il comprend un DVD documentaire sur sa vie et son parcours dans la chanson et un CD comprenant 2 titres bonus et les 4 tubes de 16/9 remixés.

### DVD
- L'Histoire : Un documentaire et une interview de 40 minutes. De son enfance au succès, elle dévoile son parcours, ses débuts dans le sport de haut niveau, ses difficultés de jeune artiste, ses combats, ses victoires, sa foi…
- 24h Chrono : Des répétitions avec ses danseurs à Paris en passant par un show inédit pour une radio à Lyon… Son emploi du temps heure par heure…
- L'intégrale des clips : Tous les clips de Nâdiya commentés par l'artiste avec des anecdotes inédites
  - J'ai Confiance en Toi
  - Chaque Fois
  - Parle-Moi
  - Et C'est Parti
  - Si Loin De Vous
  - Signes
- Galerie Photos : Plus de 50 photos de la chanteuse
- Le 3e album : La découverte de la préparation du 3e album
- Lien Internet

### CD
| No | Titre                                               | Auteur                                                                                         | Durée |
| -- | --------------------------------------------------- | ---------------------------------------------------------------------------------------------- | ----- |
| 1. | Lady Marmalade                                      | Bob Crewe, Kenny Nolan                                                                         | 3:27  |
| 2. | What A Feeling (Flashdance)                         | Irene Cara, Keith Forsey, Giorgio Moroder                                                      | 4:12  |
| 3. | Parle-Moi (6mondini Remix)                          | Géraldine Delacoux, Thierry Gronfier                                                           | 5:00  |
| 4. | Et C'est Parti (featuring Smartzee, 6mondini Remix) | Nâdiya, Mehdy Boussaïd, Hector Zounon                                                          | 4:59  |
| 5. | Si Loin De Vous (6mondini Remix)                    | Thierry Gronfier, Nâdiya, Mehdy Boussaïd                                                       | 5:33  |
| 6. | Signes (6mondini Remix)                             | Mehdy Boussaïd, Thierry Gronfier, Sindbad Ioualalen                                            | 6:00  |
| 7. | Megamix                                             | Géraldine Delacoux, Nâdiya, Mehdy Boussaïd, Hector Zounon, Sindbad Ioualalen, Thierry Gronfier | 4:50  |

## Récompense
L'album est récompensé en 2005 par une Victoire de la musique dans la catégorie « Album rap, hip-hop, r'n'b de l'année ».